# Myこれ!クション田原俊彦
『Myこれ!クション田原俊彦』（まいこれ!くしょん たはらとしひこ）は、田原俊彦のベスト・アルバム。2004年1月21日に発売された。
発売元はポニーキャニオン。

## 概要
2017年7月19日に発売された『プラチナムベスト 田原俊彦～Myこれ!クション』は本作をUHQCD仕様で再発した作品。内容は同一である。

## 収録曲
1. 哀愁でいと（NEW YORK CITY NIGHTS）
2. ハッとして!Good
3. ブギ浮ぎI LOVE YOU
4. キミに決定!
5. 悲しみTOOヤング
6. 君に薔薇薔薇…という感じ
7. 原宿キッス
8. NINJIN娘
9. It’s BAD
10. “さようなら”からはじめよう
11. どうする?
12. 抱きしめてTONIGHT
13. かっこつかないね
14. ごめんよ 涙
15. ひとりぼっちにしないから
16. 雨が叫んでる（TELL BY YOUR EYES）